# Сборная Китая по кёрлингу на колясках
Смешанная сборная Китая по кёрлингу на колясках — национальная сборная команда (в которую могут входить как мужчины, так и женщины), представляет Китай на международных соревнованиях по кёрлингу на колясках. Управляющей организацией выступает Ассоциация кёрлинга Китая (кит. 中國冰壺協會, англ. Chinese Curling Association).

## Результаты выступлений

### Зимние Паралимпийские игры
| Год       | Место          | И              | В              | П              | Состав                                                                                              |
| --------- | -------------- | -------------- | -------------- | -------------- | --------------------------------------------------------------------------------------------------- |
| 2006—2010 | не участвовали | не участвовали | не участвовали | не участвовали | не участвовали                                                                                      |
| 2014      | 4              | 11             | 5              | 6              | Ван Хайтао (скип), Чжан Цян, Лю Вэй, Xu Guangqin, He Jun                                            |
| 2018      | 1              | 13             | 11             | 2              | Ван Хайтао (скип), Чэнь Цзяньсин, Лю Вэй, Ван Мэн, Чжан Цян (запасной), Юэ Циншуан (тренер)         |
| 2022      | 1              | 12             | 10             | 2              | Ван Хайтао (скип), Чэнь Цзяньсин, Чжан Минлян, Янь Чжуо, Сунь Юйлун (запасной), Юэ Циншуан (тренер) |

(данные отсюда:)

### Чемпионаты мира
| Год       | Место          | И              | В              | П              | Состав |
| --------- | -------------- | -------------- | -------------- | -------------- | --- |
| 2002—2008 | не участвовали | не участвовали | не участвовали | не участвовали | не участвовали |
| 2009      | 8              | 11             | 5              | 6              | Ван Хайтао (скип), Лю Вэй, Xu Guangqin, He Jun, Liu Chunyu                                                               |
| 2011      | 5              | 9              | 5              | 4              | Ван Хайтао (скип), Лю Вэй, Xu Guangqin, He Jun, Чжан Цян                                                                 |
| 2012      | 3              | 12             | 9              | 3              | Ван Хайтао (скип), Лю Вэй, He Jun, Xu Guangqin, Чжан Цян                                                                 |
| 2013      | 3              | 12             | 6              | 6              | Ван Хайтао (скип), Лю Вэй, Xu Guangqin, He Jun, Чжан Цян                                                                 |
| 2015      | 2              | 11             | 8              | 3              | Ван Хайтао (скип), Чжан Цян, Лю Вэй, Xu Guangqin, He Jun                                                                 |
| 2016      | 5              | 9              | 4              | 5              | Сунь Юйлун, Чэнь Цзяньсин (скип), Yu Xinyue, Xu Lichun, Chen Tao (запасной)                                              |
| 2017      | 4              | 11             | 6              | 5              | Ван Хайтао (скип), Лю Вэй, Чэнь Цзяньсин, Xu Guangqin, Чжан Минлян (запасной), Li Jianrui (тренер)                       |
| 2019      | 1              | 13             | 10             | 3              | Ван Хайтао (скип), Чжан Минлян, Xu Xinchen, Янь Чжуо, Чжан Цян (запасной), Li Jianrui (тренер)                           |
| 2020      | 4              | 13             | 11             | 2              | Ван Хайтао (скип), Чэнь Цзяньсин, Лю Вэй, Ван Мэн, Чжан Минлян (запасной), Li Jianrui (тренер)                           |
| 2021      | 1              | 13             | 11             | 2              | Ван Хайтао (скип), Чэнь Цзяньсин, Чжан Минлян, Янь Чжуо, Сунь Юйлун (запасной), Юэ Циншуан (тренер), Zhao Ran (тренер)   |
| 2023      | 1              | 13             | 12             | 1              | Ван Хайтао (скип), Zhang Shuaiyu, Ян Цзиньцяо, Ли Нана, Чжан Минлян (запасной), Li Jianrui (тренер), Юэ Циншуан (тренер) |
| 2024      | 3              | 13             | 9              | 4              | Ван Хайтао (скип), Zhang Shuaiyu, Чжан Цян, Янь Чжуо, Peng Bing (запасной), Li Jianrui (тренер), Yang Hongbo (тренер)    |
| 2025      | 1              | 13             | 11             | 2              | Ван Хайтао (скип), Чэнь Цзяньсин, Чжан Минлян, Ли Нана, Чжан Цян (запасной), Li Jianrui (тренер), Юэ Циншуан (тренер)    |

(данные отсюда:)

### Квалификационные турниры на чемпионаты мира
| Год  | Место | И  | В | П | Состав                                                     |
| ---- | ----- | -- | - | - | ---------------------------------------------------------- |
| 2007 | 9     | 8  | 1 | 7 | Chunyu Liu (скип), Чжан Цян, Лю Вэй, Xu Guangqin, Liu Yang |
| 2008 | 2     | 11 | 9 | 2 | Ван Хайтао (скип), Лю Вэй, Xu Guangqin, He Jun, Liu Chunyu |
| 2010 | 1     | 9  | 8 | 1 | Ван Хайтао (скип), Лю Вэй, Xu Guangqin, He Jun, Чжан Цян   |

(данные отсюда:)